# Zmernost (vrlina)
Zmernost (latinsko Temperantia) kot vrlina je v sodobni uporabi opredeljena kot zmernost ali prostovoljno samoomejevanje.  Običajno je opisana v smislu, česa se posameznik prostovoljno vzdrži. To vključuje zadrževanje maščevanja s prakticiranjem nenasilja in odpuščanja, zadržanost od arogantnosti s prakticiranjem ponižnosti in skromnosti, zadrževanje od presežkov, kot sta ekstravagantno razkošje ali razsipanje s prakticiranjem preudarnosti in zadrževanje od besa ali hrepenenja s prakticiranjem mirnosti in samokontrole.
Zmernost so religiozni misleci, filozofi in v zadnjem času psihologi opisali kot vrlino, zlasti v gibanju pozitivne psihologije. V filozofski in religiozni misli ima dolgo zgodovino.
V klasični ikonografiji je vrlina pogosto upodobljena kot ženska, ki drži dve posodi, kako pretaka vodo z ene v drugo. Je ena od kardinalnih vrlin zahodne misli, ki jo najdemo v grški filozofiji in krščanstvu, pa tudi v vzhodnih tradicijah, kot sta budizem in hinduizem.
Zmernost je ena od šestih vrlin v klasifikaciji pozitivne psihologije, ki vključuje modrost, pogum, človečnost, pravičnost in transcendenca. Običajno je označena kot nadzor nad presežkom in se izraža skozi lastnosti, kot so čednost, skromnost, ponižnost, samoregulacija, gostoljubje, opustitev, abstinenca, odpuščanje in usmiljenje; vsaka od teh vključuje omejitev presežka nekega impulza, kot so spolna želja, nečimrnost ali jeza.

## Zgodovina

### Grška civilizacija
V stari grščini sta dve besedi, ki sta bili v prevedeni kot 'zmernost'. Prva, sôphrosune, je v veliki meri pomenila samoomejevanje. Druga, enkrateia, je bila beseda, skovana v času Aristotela, in je pomenila nadzor nad samim seboj ali samodisciplino.
Sodobni pomen zmernosti se je razvil od njegove prve uporabe. V latinščini tempero pomeni zadrževanje (od sile ali jeze), širše pa pravilno uravnoteženje ali mešanje (zlasti temperature ali spojin). Od tod besedna zveza 'kaljenje meča', kar pomeni postopek ogrevanja in hlajenja kovanja kovinskega rezila. Latinščina se je sklicevala tudi na upravljanje in nadzor, verjetno 'zmernost' (tj. ne z uporabo prekomerne sile).
Zmernost je glavna atenska vrlina, kot jo zagovarja Platon; samoomejevanje (sôphrosune) je ena od njegovih štirih glavnih vrlin idealnega mesta, ki jo je povzel Aristotel. Po Aristotelu je«"zmernost srednja glede užitkov«. [4] V Charmidesu, enem od Platonovih zgodnjih dialogov, je tisti, ki je imel sôphrosune, opredeljen na štiri načine: (1) tisti, ki ima spokoj, (2) tisti, ki ima skromnost, (3) tisti, ki se ukvarja s svojim poslom in ( 4) tisti, ki pozna sebe. Platon hitro zavrne tri prve definicije in ugovarja (4), da če bi bila sôphrosune le lastnost vedeti, kaj kdo ve ali ne, potem bi bilo brez znanja o drugih zadevah neuporabno.

## Religije
Teme zmernosti so vidne v različnih kulturah in času, kot je prikazano v nadaljevanju.

### Budizem
Zmernost je bistven del osemčlene poti. V Dhammacakkappavattana sutti, ki je pogosto obravnavana kot prvo učenje, je Buda Plemenito osemčleno pot opisal kot srednji način zmernosti, med skrajnostmi čutnega popuščanja in samozadovoljevanja. Tretja in peta od petih zapovedi (pañca-sila) odražata vrednosti zmernosti: »napačnemu vedenju glede čutnih užitkov« in pijančevanju se morate izogibati.

### Krščanstvo
V judovsko-krščanski tradiciji je zmernost ustvarjalna. Stara zaveza poudarja zmernost kot osrednjo vrlino, kar je razvidno v Salomonovi Knjigi pregovorov (hebrejsko מִשְלֵי, Míshlê (Shlomoh)) in v desetih zapovedih s svojimi opombami proti prešuštvu in hrepenenju. Tudi Nova zaveza je govori, da je odpuščanje osrednjega pomena za teologijo, samokontrola pa eno izmed sadov Svetega Duha. Tomaž Akvinski je poleg številnih drugih promoviral Platonove izvirne vrline.
V krščanski cerkvi je zmernost podobna samokontroli. Uporablja se na vseh področjih življenja. V praksi jo lahko opazimo zlasti med sektami, kot so Amiši, Menoniti starega reda in konzervativni menoniti. V krščanski religiji je zmernost vrlina, ki moderira privlačnost in željo po užitku ter »zagotavlja ravnotežje pri uporabi ustvarjenega blaga«. Sveti Tomaž jo imenuje »razpoloženje uma, ki veže strasti«.  Verjame se, da se zmernost bori proti grehu požrešnosti. 
Pred kratkim je bila v pozitivni psihologiji določena zmernost za vključitev teh štirih glavnih lastnosti: odpuščanje, ponižnost, preudarnost in samoregulacija.

### Hinduizem
Koncept dama (sanskrt: दम) v hinduizmu je enakovreden zmernosti. Včasih je zapisan kot damah (sanskrt: दमः). Beseda dama in izpeljane besede sanskrta na njej temeljijo na pojmih samokontrole in samoomejevanja. Brihadaranyaka Upanishad v verzu 5.2.3 navaja, da so tri lastnosti dobre, razvite osebe samoomejevanje (damah), sočutje in ljubezen do vsega čutečega življenja (daya) in dobrodelnost (daana). V literaturi o hinduizmu, ki je namenjena jogi, je samozdrževanje razloženo s konceptom yamas (sanskrt: यम). Po ṣaṭsampadu je samozdrževanje (dama) ena od šestih kardinalnih vrlin.
Seznam vrlin, ki predstavljajo moralno življenje, se razvija v vedah in upinšadah. Sčasoma so bile zasnovane in dodane nove vrline, nekatere zamenjane, druge združene. Manusamhita je na primer naštela deset vrlin, potrebnih, da človek živi dharmic (moralno) življenje: Dhriti (pogum), Kšama (odpuščanje), Dama (zmernost), Asteja (neželenost / nekradljivost), Sauča ( čistost), Indriyani-graha (nadzor čutov), dhi (odsevna preudarnost), vidja (modrost), satyam (resničnost), akrodha (svoboda od jeze). V naslednjih verzih je ta seznam isti učenjak zmanjšal na pet vrlin z združevanjem in ustvarjanjem širšega koncepta. Krajši seznam vrlin je postal: Ahimsa (Nenasilje), Dama (zmernost), Asteja (Neželenost / Nekraja), Sauča (čistost), Satyam (resničnost). Ta trend razvijajočih se konceptov se nadaljuje v klasični sanskrtski literaturi, Dama z Ahimso in še nekaj drugih vrlin, prisotnih na razvijajočem se seznamu vrlin, potrebnih za moralno življenje (dharma).
V hindujski filozofiji je pet vrst samoomejevanja bistvenega pomena za moralno in etično življenje: vzdržati se je vsakega nasilja, ki drugim povzroča škodo, vzdržati se začetka ali širjenja prevar in neresnic, vzdržati tatvine premoženja drugih, vzdržati se spolnosti varanja svojega partnerja in vzdržati se predrznosti. Obseg samoomejevanja vključuje svoje delovanje, besede, ki jih govori ali piše in misli. Potreba po zmernosti je razložena s preprečevanjem slabe karme, ki slej ko prej preganja in se vrača k neomejenemu. Teološka potreba po samoomejevanju je razložena tudi kot kraljevanje v škodljivem učinku nekega delovanja na druge, saj škoda drugemu škodi, ker je vse življenje eno.

### Džainizem
Zmernost v džainizmu je globoko vpeta v njegovih pet glavnih zaobljub, ki so:
- Ahimsa (nenasilje)
- Satja (resnica)
- Bramamarija (čistost ali celibat),
- Asteya (ne kradi)
- Aparigraha (ne-posesivnost)

V džainizmu zaobljuba Ahimsa ni omejena samo na to, da se ne zateče k fizičnemu nasilju, ampak vključuje tudi abstinenco od nasilja v kakršni koli obliki v mislih, govoru ali dejanju.
Na Samvatsari, zadnji dan Parjušana - najvidnejšega praznika džainizma -, so džainisti zadnji dan pozdravili svoje prijatelje in sorodnike z Micchāmijem Dukkaḍaṃ, ko iščejo njihovo odpuščanje. Džainist uporablja to besedno zvezo celo leto, ko se človek zmoti ali se spomni, da je to storil v vsakdanjem življenju ali kadar vnaprej prosi za odpuščanje za nenamernst.